# Nationalpark Upemba
Der Nationalpark Upemba (französisch Parc national de l'Upemba) ist ein 11.730 km² großer Nationalpark im Südosten der Demokratischen Republik Kongo. Er liegt auf dem Gebiet der drei Provinzen Haut-Lomami, Haut-Katanga und Lualaba.

## Landschaft und Klima
Der Park liegt auf 500 bis 1800 m Höhe über dem Meeresspiegel auf dem Kibara-Plateau und umfasst einige kleinere Seen, einschließlich des namengebenden Upembasees. Seine Westgrenze wird durch den Fluss Lualaba gebildet, ein Teil der Nordgrenze durch den Luvua. Das Plateau ist von Grassavannen mit angrenzenden Uapaca-dominierten Wäldern und offenen Flächen mit wenig Baumbestand bedeckt, seine Flanken und die Upembasee-Ebene von Brachystegia- und Isoberlinia-Wäldern. Entlang zahlreicher Flüsse, die das Plateau durchziehen, wächst Galeriewald. In den eingeschnittenen Schluchten im tiefer gelegenen Teil des Nationalparks finden sich von Echtem Papyrus und Typha domingensis sowie Pycreus mundtii und Paspalidium geminatum gesäumte Sümpfe und Überschwemmungsgebiete, vorkommende Wasserpflanzen sind beispielsweise Wassersalat, Wassernuss, Nymphaea caerulea, Tigerlotus und Nymphoides indica. Von Aeschynomene elaphroxylon und Hibiscus diversifolius dominierte, oft 40 bis 60 cm überflutete Waldflecken wachsen an erhöhten sandigen Stellen im Sumpf. Die Gesamtfläche des Parks teilt sich in 64 % Wald, 20 % Strauchland, 7 % Grasland und 6 % Binnen-Feuchtgebiete.
Der Jahresniederschlag beträgt durchschnittlich 1200 bis 1400 mm, wobei in größerer Höhe mehr Regen fällt als in den Tälern. Die niederschlagreichsten Monate sind Februar und März. Während der Trockenzeit verbrennen große Grasflächen. Die durchschnittliche Jahrestemperatur in der Ökoregion beläuft sich auf 24 °C.

## Tierwelt
Im Upemba-Nationalpark leben Steppenzebras, Kuh-, Pferde- und Rappenantilopen, Wasserböcke, Flusspferde sowie noch gute Elefantenbestände. Das ehemals in kleinen Beständen vorkommende Spitzmaulnashorn wurde ausgerottet.
Die Sümpfe, seichten Seen und Flüsse dieser Ökoregion bieten einer reichhaltigen aquatischen Fauna Lebensraum, so wird eine hohe Anzahl endemischer Libellen angenommen. Der Krebs Thermobathynella adami lebt in einer heißen Quelle im Upemba-Nationalpark und ist vermutlich endemisch. In der Ökoregion kommen 12 nicht endemische Molluskenarten vor, allerdings wurde von endemischen Mollusken in den Kalengwe-Stromschnellen berichtet. Muscheln sind reichlich vorhanden.
Die Herpetofauna der Ökoregion umfasst 47 Froscharten, darunter sechs endemische, sowie das Panzer- und das Nilkrokodil. Die vorkommende aquatische Säugetierfauna, bestehend aus Flusspferd, Kongootter, Großer Otterspitzmaus und Sumpfmanguste, ähnelt der anderer kongolesischer Ökoregionen.

### Vögel
Der Upemba-Nationalpark gilt als Important Bird Area, begründet durch das Vorkommen der folgenden 33 Vogelarten: Rosenbauch-Bartvogel, Strohkopf-Bartvogel, Schuhschnabel, Schwarzrückenfalke (Falco dickinsoni), Klunkerkranich, Kupferschwanzkuckuck (Centropus cupreicaudus), Spatelracke (Coracias spatulatus), Böhmspint, Lophoceros pallidirostris, Rostmantelwürger (Lanius souzae), Rostbauchmeise (Parus rufiventris), Hirundo nigrorufa, Hirundo atrocaerulea, Mirafra angolensis, Cisticola pipiens, Cisticola dambo, Camaroptera undosa, Boultonlaubsänger (Phylloscopus laurae), Eremomela atricollis, Rotohrsylvietta (Sylvietta ruficapilla), Keilschwanz-Glanzstar (Lamprotornis acuticaudus), Nataldrossel (Zoothera guttata), Erythropygia barbata, Myrmecocichla arnoti, Miomborötel (Monticola angolensis), Böhm-Schnäpper (Muscicapa boehmi), Nectarinia manoensis, Plocepasser rufoscapulatus, Braunbürzelamarant, Schwarzzügelastrild, Große Paradieswitwe (Vidua obtusa), Füllebornpieper (Macronyx fuellebornii) und Schwarzwangengirlitz (Serinus mennelli).

### Fische
Die Fischfauna der Upper-Lualaba-Ökoregion ist nicht vollständig bekannt. 1976 wurden 182 Fischarten im Oberer-Lualaba-Upemba-System und seinem Nebenfluss Lufira verzeichnet. Vorherrschende Fischfamilien sind die Karpfenfische mit über 30 Arten, die Nilhechte mit fast 20 Arten sowie die Afrikanischen Salmler, die Mochokidae und die in den Seen und Flüssen des Upembagebiets zuhauf vorkommenden Buntbarsche mit jeweils mindestens 10 Arten. In den Überschwemmungsgebieten kommen Fische der Gattungen Hydrocynus, Raubwelse, Synodontis und Schilbe vor. Im Hauptlauf des Lualaba leben kleine, planktonfressende Microthrissa- und kleine Barbus-Arten sowie Fischfresser wie der Tigersalmler. Viele Zuflüsse des Upembasees beherbergen kleine Barbus-Arten, saisonal auch größere Arten dieser Gattung und der Gattung Varicorhinus. Das Lualaba-Upemba- sowie das Lufira-System bieten jeweils unterschiedlichen Fischgesellschaften Lebensraum, jede mit mindestens 14 endemischen Fischtaxa. Spezialisierte Arten finden sich besonders in Stromschnellen, beispielsweise sind aus den Stromschnellen des Lufira-Flusses endemische Buntbarsche wie Lamprologus symoensi, Schlankfische wie Kneria katangae und Mochokidae wie Chiloglanis lufirae bekannt. Die nur in drei Ökoregionen vorkommende Art Oreochromis upembae gibt es zuhauf.

## Geschichte des Nationalparks
Der Upemba-Nationalpark wurde 1939 gegründet. Er ist Heimat für ca. 1800 verschiedene Tierarten, einige von ihnen wurden erst im Jahre 2003 entdeckt. Es gibt auch eine Handvoll Dörfer in dem Park. In den vergangenen Jahren wurde der Park mehrfach von Wilderern und lokalen Milizen angegriffen. Am 28. Mai 2004 zum Beispiel wurde das Hauptquartier in Lusinga von den Mitgliedern der Mai-Mai-Milizen angegriffen. Einige der Wächter und ihre Familien wurden getötet, das Hauptquartier wurde niedergebrannt und die Familie des Parkleiters wurde verschleppt. Am 1. Juni 2005 erhielten die Beschützer des Parks den Abraham Conservation Award für ihren Einsatz zum Schutz der Artenvielfalt im Kongobecken.